# Saguenay
Saguenay es una ciudad situada en Quebec, Canadá. Según el censo de 2021, tiene una población de 144 723 habitantes.
Es la cabecera de la región de Saguenay–Lac-Saint-Jean.
Fue fundada el 18 de febrero de 2002 a partir de la fusión de los municipios de Lac-Kénogami y Shipshaw; las ciudades de Chicoutimi, Jonquière, La Baie y Larrière, y parte del municipio de Canton-Tremblay.
Actualmente tiene tres municipios claramente diferenciados (Chicoutimi, Jonquière y La Baie), que operan en la práctica como núcleos urbanos independientes, con sus propios centros.

## Geografía
La localidad tiene un clima continental húmedo más suave que el del Escudo Canadiense, dado que está ubicada en un valle.

### Clima
| Parámetros climáticos promedio de Base de la fuerza aérea canadiense de Bagotville (normales 1981–2010, extremos 1880–presente) | Parámetros climáticos promedio de Base de la fuerza aérea canadiense de Bagotville (normales 1981–2010, extremos 1880–presente) | Parámetros climáticos promedio de Base de la fuerza aérea canadiense de Bagotville (normales 1981–2010, extremos 1880–presente) | Parámetros climáticos promedio de Base de la fuerza aérea canadiense de Bagotville (normales 1981–2010, extremos 1880–presente) | Parámetros climáticos promedio de Base de la fuerza aérea canadiense de Bagotville (normales 1981–2010, extremos 1880–presente) | Parámetros climáticos promedio de Base de la fuerza aérea canadiense de Bagotville (normales 1981–2010, extremos 1880–presente) | Parámetros climáticos promedio de Base de la fuerza aérea canadiense de Bagotville (normales 1981–2010, extremos 1880–presente) | Parámetros climáticos promedio de Base de la fuerza aérea canadiense de Bagotville (normales 1981–2010, extremos 1880–presente) | Parámetros climáticos promedio de Base de la fuerza aérea canadiense de Bagotville (normales 1981–2010, extremos 1880–presente) | Parámetros climáticos promedio de Base de la fuerza aérea canadiense de Bagotville (normales 1981–2010, extremos 1880–presente) | Parámetros climáticos promedio de Base de la fuerza aérea canadiense de Bagotville (normales 1981–2010, extremos 1880–presente) | Parámetros climáticos promedio de Base de la fuerza aérea canadiense de Bagotville (normales 1981–2010, extremos 1880–presente) | Parámetros climáticos promedio de Base de la fuerza aérea canadiense de Bagotville (normales 1981–2010, extremos 1880–presente) | Parámetros climáticos promedio de Base de la fuerza aérea canadiense de Bagotville (normales 1981–2010, extremos 1880–presente) |
| Mes | Ene. | Feb. | Mar. | Abr. | May. | Jun. | Jul. | Ago. | Sep. | Oct. | Nov. | Dic. | Anual |
| --- | --- | --- | --- | --- | --- | --- | --- | --- | --- | --- | --- | --- | --- |
| Temp. máx. abs. (°C) | 15.2 | 13.6 | 22.2 | 30.4 | 34.4 | 36.3 | 38.4 | 39.4 | 33.3 | 31.7 | 22.9 | 14.4 | 39.4 |
| Temp. máx. media (°C) | −10.1 | -7.4 | -0.6 | 7.9 | 16.3 | 22.0 | 24.2 | 23.0 | 17.5 | 9.6 | 1.8 | -5.7 | 8.2 |
| Temp. media (°C) | −15.7 | −13.0 | -6.3 | 2.6 | 9.9 | 15.6 | 18.4 | 17.1 | 12.1 | 5.3 | -2.0 | -10.4 | 2.8 |
| Temp. mín. media (°C) | −21.1 | −18.7 | −12.0 | -2.8 | 3.4 | 9.2 | 12.4 | 11.1 | 6.5 | 1.0 | -5.7 | −15.0 | -2.6 |
| Temp. mín. abs. (°C) | −43.9 | −45.0 | −40.0 | −24.4 | −16.1 | -4.4 | -3.9 | -4.4 | −7.2 | −17.8 | −31.1 | −42.8 | −45.0 |
| Precipitación total (mm) | 57.9 | 50.8 | 52.2 | 62.2 | 80.8 | 88.0 | 111.8 | 91.2 | 102.7 | 85.2 | 78.0 | 69.8 | 930.6 |
| Lluvias (mm) | 6.5 | 5.7 | 13.8 | 39.9 | 77.6 | 88.0 | 111.8 | 91.2 | 102.6 | 77.0 | 37.8 | 11.8 | 663.8 |
| Nevadas (cm) | 66.0 | 56.6 | 45.6 | 24.0 | 3.4 | 0.0 | 0.0 | 0.0 | 0.1 | 8.2 | 55.5 | 76.6 | 336 |
| Días de precipitaciones (≥ 0.2 mm)                                                                                              | 19.2 | 15.8 | 15.0 | 14.3 | 15.1 | 14.9 | 16.6 | 15.5 | 16.1 | 16.9 | 19.0 | 20.0 | 198.4 |
| Días de lluvias (≥ 0.2 mm) | 1.7 | 1.7 | 3.7 | 9.8 | 14.8 | 14.9 | 16.6 | 15.5 | 16.1 | 15.4 | 8.6 | 3.2 | 122.1 |
| Días de nevadas (≥ 0.2 cm) | 19.1 | 15.4 | 13.1 | 7.2 | 1.1 | 0.0 | 0.0 | 0.0 | 0.07 | 3.5 | 13.7 | 19.6 | 92.8 |
| Fuente: Environment Canada | | | | | | | | | | | | | |